# Coppa SGW
La Coppa SGW (SGW杯中庸戦) è una competizione giapponese di Go, istituita nel 2018, organizzata dalla Nihon Ki-in e sponsorizzata da St.Grande W. La competizione è riservata ai professionisti giapponesi affiliati alla Nihon Ki-in, con un'età compresa tra i 31 e i 59 anni e che non abbiano vinto alcun torneo maggiore (Sette Corone, Ryusei, Coppa Agon Kiriyama) né la stessa Coppa SGW.

## Formato
La competizione prevede un torneo preliminare per la selezione dei 16 finalisti, che si disputa online sul server della federazione giapponese, Yugen no Ma. I 16 finalisti si affrontano in un torneo con sistema svizzero a 4 turni, con partite da 30 secondi per mossa. La borsa per il vincitore è di 2 milioni di yen (circa € 6300 a ottobre 2023).

## Albo d'oro
| Edizione | Anno | Vincitore            |
| -------- | ---- | -------------------- |
| 1        | 2018 | Rin Kanketsu 8d      |
| 2        | 2019 | Ko Iso 9d            |
| 3        | 2020 | Kanazawa Hideo 8d    |
| 4        | 2021 | Han Zenki 8d         |
| 5        | 2022 | Tsuruyama Atsushi 8d |
| 6        | 2023 | Shida Tatsuya 8d     |
| 7        | 2024 | Akiyama Jiro 9d      |